# Life-studies (Maw)
Nicholas Maw componeerde Life-studies grotendeels in 1973.

## Compositie

### delen
1. Study I
2. Study II
3. Study III
4. Study IV
5. Study V
6. Study VI
7. Study VII
8. Study VIII

Het werk werd in opdracht geschreven voor het Cheltenham Festival in 1973. Ten tijde van het festival bestond het uit zeven delen. Deel VIII is toegevoegd in 1974. In 1976 heeft dan nog een andere wijziging plaatsgevonden; de originele studies I en II werden samengevoegd en Maw componeerde een nieuw deel II.
Aan de uitvoerende wordt overgelaten, welke delen worden uitgevoerd en in welke volgorde, zodat bijna elke keer een nieuwe compositie ontstaat.

Zonder een diepgravende analyse te geven is het werk duidelijk modern, maar toch traditioneel en harmonieus; af en toe jazz-invloeden (vooral bij Study V, waarin een pizzicatosolo voor contrabas). Af en toe clusters van akkoorden. Study II is min of meer gebaseerd op twee delen uit de Preludes opus 28 van Frederic Chopin.

## Bron
- uitgave NMC Recordings